# Castello Aragonese (Aversa)
Il Castello Aragonese è un edificio storico situato nel centro di Aversa, in provincia di Caserta, Campania. Attualmente sede del Tribunale di Napoli Nord, questo imponente complesso architettonico ha attraversato varie fasi storiche e destinazioni d'uso, dall'originaria fortezza medievale a caserma borbonica, fino a manicomio criminale e infine palazzo di giustizia.

## Storia

### Origini e periodo normanno
Il castello fu edificato in epoca medievale per volere di Ruggero II1. La costruzione originaria sorse nei pressi della chiesa di Santa Maria a Piazza, nell'area del Patibulum, al limite settentrionale della terza cerchia di mura cittadina1.
La fortezza venne costruita con una pianta di forma quadrata, con torri merlate agli angoli, e orientata secondo un'antica ripartizione sui quattro angoli del mondo: zona àntica, pòstica, dell'occàso e dell'ovest1. La struttura si sviluppava su quattro livelli principali più un piano interrato che ospitava le carceri e i magazzini1.
La tipologia architettonica segue schemi di derivazione orientale le cui origini si riscontrano nelle fortezze di Antiochia, conosciute dai costruttori normanni. Si ipotizza che i costruttori possano essere stati Roberto, figlio di Tancredi, e Guglielmo suo figlio, gli stessi che erano al seguito di Ruggiero e che realizzarono anche il castello di Saone in Francia, con il quale la fortezza aversana presenta notevoli analogie1.
Il castello fu elaborato secondo il modulo della sezione aurea, considerata nell'antichità "proporzione divina"1.

### Periodo svevo e angioino
Durante il periodo svevo, Federico II, che visitò più volte il castello di Aversa, vi apportò modifiche significative, tra cui la creazione del portico interno, probabilmente il rifacimento delle torri angolari, il restauro di qualche ala e la sistemazione del nuovo fossato1.
Nel corso dei secoli, il castello fu dimora e rifugio di numerosi personaggi storici, tra cui Giovanna I d'Angiò (conosciuta anche come "Giovanna la pazza") e Muzio Attendolo Sforza, padre del più famoso Francesco12.

### Periodo aragonese
La struttura subì gravi danni nel 1382, nel 1456 e nel 1457. Nel 1492, il castello venne ristrutturato per volere di Alfonso d'Aragona, da cui deriva l'attuale denominazione di "Castello Aragonese"13. L'edificio, come appare nella veduta della città di Aversa (XVI-XVII sec.) riportata da Pacicchelli, mostrava un quadrato con filari di pietre sovrapposte e un terrazzo1.
Durante questo periodo, il castello era circondato da un alto fossato e munito di bastioni. Si sviluppava intorno a un cortile quadrato e porticato, con al piano terra una loggia con un numero pari di arcate per lato e al primo piano grandi sale coperte con volte a botte affacciate sul cortile centrale1.
Il Re Alfonso d'Aragona vi soggiornò frequentemente, fermandovisi a lungo durante i suoi spostamenti tra Napoli e Capua1.

### Periodo borbonico e intervento vanvitelliano
Nel XVIII secolo, a causa delle alterne fortune e dell'incuria, il castello versava nuovamente in condizioni di degrado. Nel 1750, Carlo III di Borbone ne affidò il restauro all'architetto Luigi Vanvitelli, per trasformarlo in un Quartiere di Cavalleria132.
L'intervento vanvitelliano comportò significative modifiche alla struttura originaria:
- Furono eseguite aggiunte sia sulle ali dell'antico corpo che sul secondo e terzo livello
- Il quarto livello, integrato nelle torri, fu costruito ex novo
- Le cortine perimetrali furono recintate da un unico ordine architettonico tuscanico
- Il fossato fu completamente coperto12

A seguito di questi interventi, la struttura originaria scomparve quasi del tutto1.

## Descrizione
Il castello, che si può ammirare nella piazza Trieste e Trento, è un edificio monumentale che misura circa 103 metri per lato e 27 metri di altezza12. È caratterizzato da spesse mura quadrate e quattro torri angolari che dominano la zona circostante2.

## Utilizzi successivi

### Manicomio criminale
Nonostante i restauri vanvitelliani, alla fine dell'800 il castello si trovava nuovamente in condizioni di degrado. Nel 1931, grazie all'opera del noto frenologo aversano Filippo Saporito, l'edificio fu restaurato e utilizzato per ampliare l'adiacente Casa di Cura e di Custodia, divenendo un celebre carcere giudiziario12.
In questo periodo, il Castello Aragonese divenne un importante centro per la psichiatria forense italiana, dove Saporito svolse importanti studi nel campo. Tra i casi più noti trattati nella struttura vi è quello di Leonarda Cianciulli, la cosiddetta "saponificatrice di Correggio", per la quale lo stesso Saporito redasse una perizia psichiatrica nel 19461.

### Usi contemporanei
Negli anni più recenti, il Castello è stato sede della Scuola di Polizia Penitenziaria12. A partire dal 13 settembre 2013, con l'istituzione del Tribunale di Napoli Nord, il Castello Aragonese è diventato sede del Tribunale di Aversa e degli uffici giudiziari di Napoli Nord1.
All'interno del Tribunale si trova una sala conferenze intitolata a Rosario Livatino, il giudice siciliano ucciso dalla mafia il 21 settembre 19901.